# یواس‌اس اورنج (پی‌اف-۴۳)
یواس‌اس اورنج (پی‌اف-۴۳) (به انگلیسی: USS Orange (PF-43)) یک کشتی بود که طول آن ۳۰۳ فوت ۱۱ اینچ (۹۲٫۶۳ متر) بود. این کشتی در سال ۱۹۴۳ ساخته شد.